# Njord (Ölfeld)

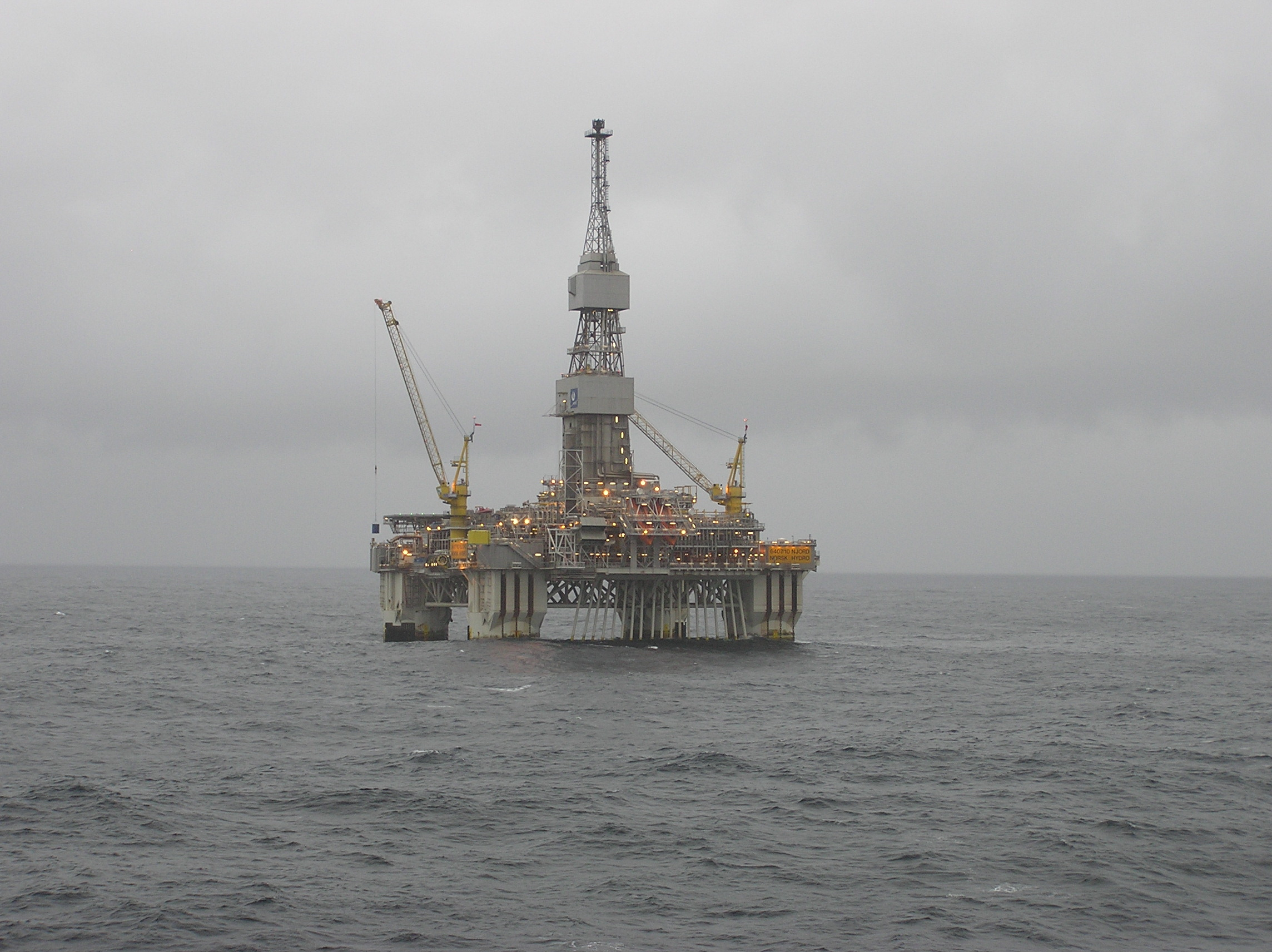
Njord A

Njord ist ein Ölfeld im Europäischen Nordmeer. Es liegt vor der norwegischen Küste, etwa 130 Kilometer nordwestlich von Kristiansund und etwa 30 Kilometer westlich von Draugen.
Das Feld wird vom norwegischen Unternehmen Equinor bewirtschaftet. Wegen der großen Wassertiefe arbeitet dort eine Bohr- und Förderplattform in Halbtaucher-Bauweise:
| Schiff           | Ölfeld | Seeregion       | Tiefe (m) | Verdrängung (Te) | Betreiber             | Bau  | Konstrukteur | Werft                 | Anmerkungen                         |
| ---------------- | ------ | --------------- | --------- | ---------------- | --------------------- | ---- | ------------ | --------------------- | ----------------------------------- |
| Njord A          | Njord  | Norwegische See | 330       | 45.077           | Equinor               | 1997 | Aker         | Aker Verdal           | Ursprünglich gebaut für Norsk Hydro |
| Floatel Superior | Njord  | Norwegische See |           | 29.179           | Floatel International | 2010 | Keppel FELS  | Keppel FELS Singapore | Wohnplattform                       |

Neben der Bohrplattform Njord A ist die Wohnplattform Floatel Superior im Einsatz, welche als Personalunterkunft dient und Platz für kleinere Werkstattarbeiten bietet. Am 7. November 2012 ereignete sich kurz vor 4 Uhr morgens auf der Wohnplattform eine Havarie, bei welcher eines der vier Schwimmelemente durch ein Ankerseil leck geschlagen wurde, so dass die Plattform um vier Grad zu schlingern begann. Die Plattform konnte zwar etwa eine Stunde später durch Wasserpumpen auf die andere Seite stabilisiert werden, wurde aber aus Sicherheitsgründen trotzdem evakuiert.